# Natació als Jocs Olímpics d'estiu de 2012 – 10 quilòmetres masculins
La prova dels 10 quilòmetres masculins dels Jocs Olímpics d'Estiu de 2012 es va disputar el 10 d'agost al llac Serpentine, a Hyde Park.
El tunisià Oussama Mellouli guanyà la medalla d'or, amb un temps d'una hora quaranta-nou minuts i cinquanta-cinc segons. L'alemany Thomas Lurz acabà segon, a menys de quatre segons de Mellouli, mentre el canadenc Richard Weinberger acabà tercer.

## Qualificació
Els nedadors admesos per prendre part en aquesta prova es van determinar al Campionat del Món de natació de 2011, que es disputà a Xangai, Xina, i en la classificació d'aigües obertes que organitzà la FINA a Setúbal el 2011. Els classificats foren els 10 nedadors més ràpids d'ambdues carreres i el més ràpid de cadascuna de les 5 associacions continentals.

## Medallistes
| Or                     | Plata             | Bronze                   |
| Oussama Mellouli (TUN) | Thomas Lurz (GER) | Richard Weinberger (CAN) |

## Results
| Pos.   | Nedador                         | Temps     | Temps perdut | Notes |
| ------ | ------------------------------- | --------- | ------------ | ----- |
| Or     | Oussama Mellouli (TUN)          | 1:49:55.1 |              |       |
| Argent | Thomas Lurz (GER)               | 1:49:58.5 | +3.4         |       |
| Bronze | Richard Weinberger (CAN)        | 1:50:00.3 | +5.2         |       |
| 4      | Spyridon Gianniotis (GRE)       | 1:50:05.3 | +10.2        |       |
| 5      | Daniel Fogg (GBR)               | 1:50:37.3 | +42.2        |       |
| 6      | Sergey Bolshakov (RUS)          | 1:50:40.1 | +45.0        |       |
| 7      | Vladimir Dyatchin (RUS)         | 1:50:42.8 | +47.7        |       |
| 8      | Andreas Waschburger (GER)       | 1:50:44.4 | +49.3        | Avís  |
| 9      | Petar Stoychev (BUL)            | 1:50:46.2 | +51.1        |       |
| 10     | Alex Meyer (USA)                | 1:50:48.2 | +53.1        |       |
| 11     | Julien Sauvage (FRA)            | 1:50:51.3 | +56.2        |       |
| 12     | Hercules Troyden Prinsloo (RSA) | 1:50:52.9 | +57.8        | Avís  |
| 13     | Erwin Maldonado (VEN)           | 1:50:52.9 | +57.8        |       |
| 14     | Igor Chervynskiy (UKR)          | 1:50:56.9 | +1:01.8      |       |
| 15     | Yasunari Hirai (JPN)            | 1:51:20.1 | +1:25.0      | Avís  |
| 16     | Brian Ryckeman (BEL)            | 1:51:27.1 | +1:32.0      |       |
| 17     | Valerio Cleri (ITA)             | 1:51:29.5 | +1:34.4      |       |
| 18     | Csaba Gercsák (HUN)             | 1:51:30.9 | +1:35.8      |       |
| 19     | Arseniy Lavrentyev (POR)        | 1:51:37.2 | +1:42.1      |       |
| 20     | Ky Hurst (AUS)                  | 1:51:41.3 | +1:46.2      |       |
| 21     | Ivan Enderica Ochoa (ECU)       | 1:52:28.6 | +2:33.5      |       |
| 22     | Yuri Kudinov (KAZ)              | 1:52:59.0 | +3:03.9      |       |
| 23     | Francisco Hervás (ESP)          | 1:53:27.8 | +3:32.7      |       |
| 24     | Mazen Metwaly (EGY)             | 1:54:33.2 | +4:38.1      | Avís  |
| 25     | Benjamin Schulte (GUM)          | 2:03:35.1 | +13:40.0     |       |